# Sartorius
Sartorius AG — міжнародний постачальник фармацевтичного та лабораторного обладнання. У вересні 2021 року компанія Sartorius була прийнята до DAX, найбільшого німецького фондового індексу (Blue chip). Як провідний партнер біофармацевтичних досліджень та промисловості, Sartorius підтримує своїх клієнтів у розробці та виробництві біотехнологічних препаратів та вакцин — від початкової ідеї в лабораторії до комерційного виробництва. Sartorius веде свою операційну діяльність у двох підрозділах: Рішення для біопроцесів (Bioprocess Solutions) та Лабораторні продукти та послуги (Lab Products&Services), що об'єднують свій бізнес відповідно до однакових сфер застосування та груп клієнтів. Підрозділи мають спільну інфраструктуру та централізовані служби.